# 苏联人民
苏联人民、苏联各族人民或苏维埃人民或稱蘇聯公民（俄语：Граждане СССР）是對居住於蘇聯者之住民總稱，最初僅非特定指涉居住在蘇聯的人民，經過政治使用，被宣示為社會主義下團結的人民群眾，是一個“新的歷史性、社會性和其有國際團結的人民群眾”。
然而自1930年代后期開始，相關的語言、文化及行政政策逐渐俄罗斯化，俄罗斯化政策使得各地的非俄罗斯语言和文化受到打壓。俄罗斯化政策使部份非俄羅斯民族對“蘇維埃”為“俄羅斯化”的懷疑，也促成了後來蘇聯解體。
民族方面，以東斯拉夫人為主，同時亦有西伯利亞人和蒙古人在內。

## 苏联的國族主義政治
從蘇聯的開始到結束，苏联的國族主義政治反映在「苏联人」的政治使用及意涵上，随着時間有不同變化，並影響苏联人民和俄羅斯民族主義的緊張關係，及相關的民族識別和种族区分政策。

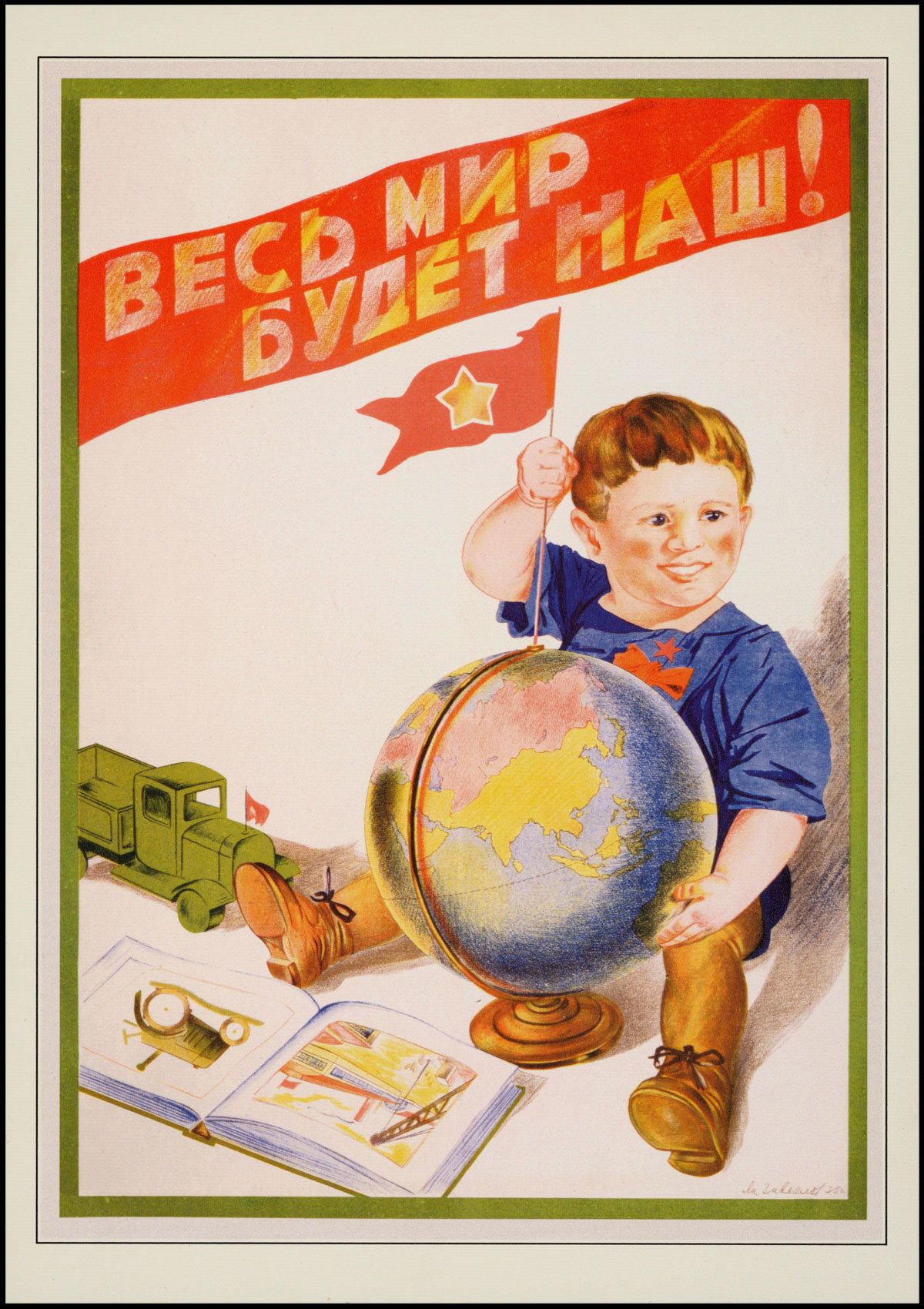
《世界將是我們的》宣传画，作于1935年

### 歷史分期
因苏联由不同的共和國聯合組織而成，因而有不同民族的人口；從1920年代開始，就有主張以地區政府消除並取代各別組成的共和國，以發展出新的苏联民族觀，將所有人民放在苏联人民這新民族的概念之下，這主張在1970年代起草苏联憲法時再被提出並受到認真考慮，然而並沒有被正式接受，仍持續的是「蘇聯是由俄羅斯人民繼承並領導的帝國」傳統的觀點：。
1930年代前後發生重要俄罗斯國族主義的轉折，相關俄罗斯化的國族主義政策的推行，使各地的非俄罗斯语言和文化受到打壓，造成地方欲獨立的反彈情緒。二次世界大戰期間史達林主導的蘇維埃社會主義愛國主義的發展強化了俄罗斯人的主導及領導角色，戰後由赫魯曉夫領導的苏联政府雖減少仰賴俄羅斯國族主義的政策，回復到马克思列宁主义的意識型態，非俄羅斯人及地區對“蘇維埃”是另一波的“俄羅斯化”的懷疑仍持續，直至苏联解體。

### 1930年前後的轉折
1920年代到1930年代初期：以共产党的领导推動的本土化政策，執行的內容是在聯邦體制下强化非俄罗斯语言和文化（见国家划界苏联）的各地本土化。
然而，自30年代后期，政策转向更积极推广俄语的努力更加明显，特别是在公共教育领域，有往主流語言文化的俄罗斯化同化現象。苏联廣泛且強制性執行俄罗斯化政策，而各地的非俄罗斯语言和文化受到打壓。
此歷史轉折也反映在如史達林等蘇聯領導人的言論及外交政策，1930年初史達林對贊揚俄羅斯人民的偉大還有所節制和保留，1930年中期開始則大力突顯俄羅斯人。

### 1940年代與蘇德戰爭下的蘇維埃社會主義愛國主義
史達林在1940年代對抗德國希特勒時，更以俄羅斯國族主義動員俄羅斯無產階級人民。1940年代的官方神話將偉大俄羅斯人描述成承續主要文化、捍衛革命及祖國的真正領袖：是俄羅斯人而不是其他民族，被視為真正的現代化推手，而其他非俄羅斯民族因此遭受強迫性的社會動員要求。
史達林的政策將俄羅斯人視為「蘇聯人民的兄長」，和他的一国社会主义政策，形成一個強調中央集權的蘇維埃社會主義愛國主義精神。於二次世界大戰期間，社會主義愛國主義和俄羅斯國族主義結合，將戰爭定位成不僅僅是社會主義和資本主義的鬥爭（由於法西斯主義在共產主義者的眼中是資本主義的一種），也是俄羅斯國族存亡之戰。史達林政府以擁抱俄羅斯傳統英雄及文化象徵，並和俄羅斯東正教建立實質的聯盟的手段，將俄羅斯人民利益等同於蘇聯的利益以一樣的方式來呈現。這戰爭被史達林領導的政府描述成偉大的衛國戰爭。

### 赫魯曉夫的转变
赫魯曉夫領導的苏联政府，取消並改變史達林仰賴俄羅斯國族主義的政策，減少對俄羅斯國族主義的強調並回復到马克思列宁主义的意識型態。赫魯曉夫提倡的超越民族的苏联人民概念，並成為1961年後的正式政府政策，各民族形成“兄弟聯盟”。

### 非俄羅斯民族對“蘇維埃”為“俄羅斯化”的懷疑
儘管如此，由於學習俄語是一個強制性國民教育的一環，再加上蘇聯政府鼓勵俄羅斯民族移民到俄羅斯蘇維埃聯邦社會主義共和國以外的地區，許多非俄羅斯民族的苏联人民懷疑此“蘇維埃”是另一波的“俄羅斯化”。
1970及1980年代的經濟問題，使建立統一的苏联人民努力受到嚴重打擊，不分俄羅斯人及非俄羅斯人，產生出反蘇維埃聯邦的情緒。戈巴契夫雖以蘇維埃愛國者的身份自居，欲解決苏联的政治及經濟問題，但仍無法對抗高漲的區域及族群民族主義，而苏联於1991年解體。

## 做為政治概念的“苏联人民”
苏联人民做為政治概念的相關表述，主要在全国代表大会、官方媒體和歷代苏联領導人的公開演講裡。
尼基塔·赫鲁晓夫在1961年苏联共产党第二十二次代表大会宣布，在苏联已经形成了一个“新的歷史性、社會性和其有國際團結的人民群眾”，這些人的共同的特点就是苏联人民。
苏联共产党第二十四次代表大会作出最終定義。这单一的苏实体的苏联人民，以官方關於国家（俄语：нации，拉丁化natsii）和民族（俄语：национальности，拉丁化natsionalnosti）的教條原則，組成了多民族苏联政府：“苏联人”是一个“有新历史，社会性和国际團結的人民，在共有的领土、经济、和社会主义内容的所構成的文化，這文化反映了各民族的特殊性，同時也反映一个联邦国家政府及一个共同的最终目标：“建设共产主义。”
少数民族文化並沒有被完全废除，而整體國家的文化，按苏联的定义，是「以社会主义為内容以国家為形式」的來促進官方的目标和价值观以建立共一的国家结构。在民族識別和种族区分方面，苏维埃国家在许多行政记录，包括学校，工作和军事记录，以及定期普查人口的信息中，保持公民的民族／种族（俄语：национальность，拉丁化natsionalnost）的部分。
戈巴契夫企圖以改進的社會主義來處理地域、種族間的界線及衝突宣告失敗，形塑苏联人民的政治行動，也解體回復到俄羅斯人、烏克蘭人、亚美尼亚人等的政治文化及國族狀態。